# اندرس سامويلسن
اندرس سامويلسن (بالدنماركية: Anders Samuelsen )‏ (و. 1967  م) هو سياسي دنماركي، ولد في هورسينس، هو عضوٌ في الحزب الليبرالي الاجتماعي الدنماركي (1994–2007)، شارك في The People's Meeting 2016 ‏.

## مناصب
تولى منصب رئيس مجلس الإدارة، لجنة وزراء مجلس أوروبا (منذ 15 نوفمبر 2017)
- وزير الخارجية  [لغات أخرى]‏ (منذ 28 نوفمبر 2016)
- عضو فولكتنغ  [لغات أخرى]‏ (منذ 13 نوفمبر 2007)
- عضو في البرلمان الأوروبي (20 يوليو 2004–26 نوفمبر 2007)[3]
- عضو في البرلمان الأوروبي (13 يونيو 2004–28 نوفمبر 2007)
- عضو فولكتنغ  [لغات أخرى]‏ (20 نوفمبر 2001–30 يونيو 2004)
- عضو فولكتنغ  [لغات أخرى]‏.[4]

## التعليم
تعلم في جامعة آرهوس.

## جوائز
حصل على جوائز منها:
- الصليب الأعظم لوسام التاج البلجيكي (2017).